# Stagno di Montady

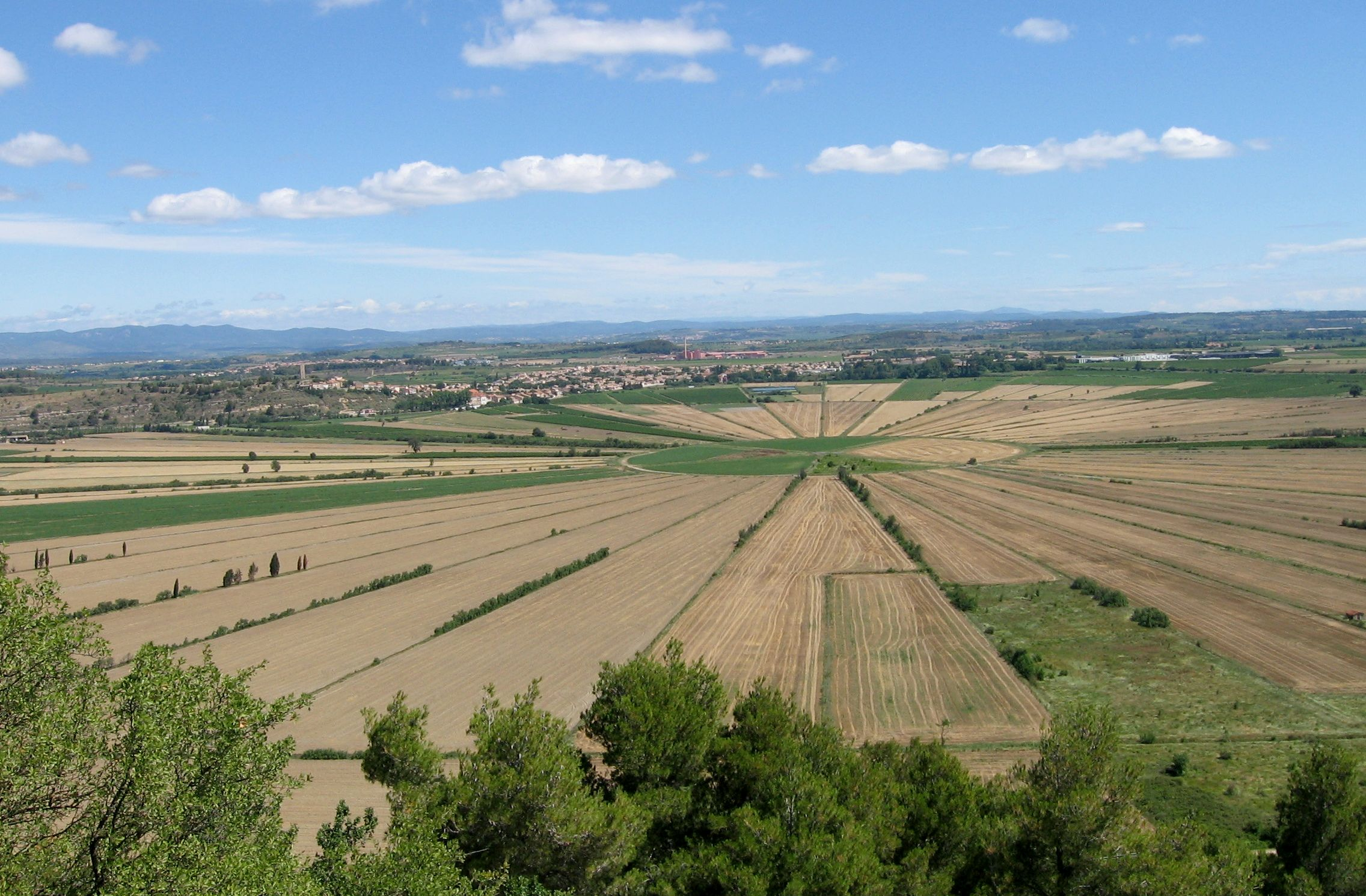
Lo stagno di Montady

Lo stagno di Montady è un antico stagno prosciugato nel medioevo, situato nell'ovest del dipartimento dell'Hérault, a mezza distanza tra Béziers e Narbonne, sul territorio dei comuni francesi di Montady e di Colombiers.
Grazie ad una serie di canali di drenaggio disposti a raggiera, scavati nel XIII secolo, l'acqua è stata condotta verso un collettore centrale e da qui, tramite un fosso in contropendenza, evacuata verso lo stagno di Capestang e, tramite una galleria, sotto la collina d'Ensérune (che passa al di sotto del tunnel de Malpas) .
L'insieme della canalizzazione caratterizza il paesaggio, dandogli una forma di stella (o di sole, a seconda dei punti di vista), formato dai campi e dalle vigne che occupano gli spazi dell'antico stagno.
Punto ottimale per osservare il caratteristico paesaggio è l'oppidum d'Ensérune.